# Fabio Di Tomaso
Fabio Di Tomaso (Québec, 9 aprile 1977) è un attore canadese naturalizzato argentino.

## Biografia
Fabio Di Tomaso è nato a Québec, Montréal, Canada da genitori italiani emigrati per motivi di lavoro, all'età di due anni si trasferisce con la famiglia in Argentina. Ha trascorso l'infanzia e l'adolescenza nella città di Boulogne Sur Mer con la madre, nella Grande Buenos Aires. Ha origini italiane, abruzzesi e molisane.
La sua carriera nel mondo del cinema inizia col film Bajo bandera nel 1997. Il suo debutto televisivo avviene nel 2003 nella telenovela Resistiré dove interpreta il personaggio di Javier, un ragazzo omosessuale. Nel 2004 interpreta Lautaro Teodoro Costa nella telenovela Padre Coraje, che lascia per recitare nella telenovela Flor - Speciale come te nel ruolo di Massimo Augusto Calderón de la Hoya Conte di Kricoragán, rimpiazzando come protagonista Federico Fritzenwalden interpretato da Juan Gil Navarro. Riprende il ruolo anche nell'adattamento teatrale del 2005, Floricienta, princesa de la terraza tour, grazie al quale raggiunge una notevole popolarità.
Nel 2006 entra nel cast di Juanita la soltera, nella parte dell'antagonista Renzo. Nel giugno 2007 prende parte all'opera teatrale Aniquilados e al film Cartas para Jenny, dove interpreta Eitan. Nel 2008 partecipa alla telenovela Vidas robadas nella parte di Octavio Amaya.
Nel 2010 partecipa a Incorreggibili, telenovela col ruolo di Felipe Segundo de la Fuente. Inoltre partecipa all'opera di teatro Demasiado cool para morir, nel ruolo di se stesso e con il grande amico comico Sebastián Rubio. Sempre nel 2010, doppia il personaggio di Tero 3 nel film d'animazione digitale Plumíferos. Nel 2012 partecipa alla telenovela argentina Dulce amor nel ruolo di Leonardo; nel 2013 partecipa a qualche puntata della telenovela Una famiglia quasi perfetta nel ruolo di Germán. Nell'agosto 2014 è protagonista con Valeria Stilman dell'opera teatrale Los último diás dove interpreta Pablo, uno scienziato che rincontra, molti anni dopo la perdita del loro figlio, la compagna amata precedentemente. Sempre nel 2014 partecipa alla telenovela Camino al amor.

## Vita privata
Dal 2004 al 2012 ha avuto una relazione con l'attrice Melina Petriella. Dal 2016 al 2018 ha avuto una relazione con la produttrice Samira Sufan, con cui ha un figlio, Fidel, nato nel 2018. Dal 2019 ha una relazione con l'attrice Valentina Bassi.

## Filmografia

### Cinema
- Bajo bandera, regia di Juan José Jusid (1997)
- Malvo, cortometraggio, regia di Adrián Batista (2010)
- Soldado argentino solo conocido por Dios, regia di Rodrigo Fernández Engler (2017)
- Hungry, cortometraggio (2020)
- 3 A.M., cortometraggio (2021)

### Televisione
- Yago, pasión morena – serial TV (2001-2002)
- Resistiré –  serial TV (2003)
- Padre Coraje – serial TV (2004)
- Flor - Speciale come te (Floricienta) – serial TV, 186 episodi (2004-2005) – Massimo Augusto Calderón de la Hoya
- Juanita, la soltera – serial TV (2006)
- Cartas para Jenny – serial TV (2007)
- Vidas robadas – serial TV (2008)
- Incorreggibili (Consentidos) – serial TV (2010)
- Volver a nacer – serial TV (2012)
- Dulce amor – serial TV (2012-2013)
- Una famiglia quasi perfetta (Somos familia) – serial TV (2014)
- Camino al amor – serial TV (2014)
- Cuéntame cómo pasó – serial TV (2017)
- Pequeña Victoria – serial TV (2019-2020)
- Separadas – serial TV (2020)
- La Regina del Sud (La reina del sur) – serial TV (2022)
- El reino – serie TV (2023)
- Argentina, tierra de amor y venganza – serial TV (2023)

### Doppiaggio
- Tero 3 in Plumíferos (2010)

## Discografia

### Colonne sonore
- 2005 – Floricienta 2

## Teatro
- Floricienta, princesa de la terraza tour (2005)
- Aniquilados (2007)
- Demasiado cool para morir (2010)
- Los fantasmas de la patria (2011)
- Los último diás (2014)
- Roto (2015)

## Riconoscimenti
- Premio Clarín
  - 2004 – Candidatura come rivelazione maschile per Padre Coraje[7]

## Doppiatori italiani
Nelle versioni in italiano delle opere in cui ha recitato, Fabio di Tomaso è stato doppiato da:
- Andrea Lavagnino in Flor - Speciale come te[8]
- Massimiliano Manfredi In Incorreggibili[9]
- Fabrizio Odetto in Una famiglia quasi perfetta[10]